# John McNaughton
John McNaughton (Chicago, Illinois; 13 de enero de 1950) es un director, escritor, productor y compositor estadounidense.
En su primera película: Henry, retrato de un asesino, producida, escrita y dirigida por él, narra la historia de forma libre de Henry Lee Lucas. Esta película fue nominada para tres premios en Independent Spirit Awards.

## Filmografía
- The Night Job 2010 Director
- Masters of Horror: El Cuento de Haeckel 2006 Director
- Hablando de sexo 2003 Director
- Condo Painting 2000 documental. Director
- Lansky 1999 para televisión Director
- Juegos salvajes 1998 Director
- Vida normal 1996 Director
- Mujeres en prisión 1994 Director
- La chica del gángster 1993 Director
- Henry, retrato de un asesino 1986 Director,productor y guionista